# SV Wassenaar
SV Wassenaar is een omnisportvereniging uit de plaats en gemeente Wassenaar, Zuid-Holland, Nederland.

## Algemeen
De vereniging werd op 1 augustus 1931 opgericht als voetbalvereniging. De sporten honkbal (1955) en softbal (1960) werden later toegevoegd. Thuishaven is het “Sportpark Kerkehout”.

## Honkbal
Het eerste honkbalteam speelde in 2016 in de landelijke 1e klasse (1B). Hierin werd het klassekampioen en werd kampioen van de Eerste klasse in de wedstrijd tegen HCAW-2 (de winnaar van 1A). Van 2017-2019 kwam dit team uit in de Overgangsklasse.

## Softbal
Het eerste vrouwensoftbalteam was in 2018 en 2019 als “BA SV Wassenaar” ingedeeld in de Eerste klasse. BA staat voor Blue Angels, de speelnaam van de Stichting Topsoftbal Zuid-Holland. In 2019 werd de competitie niet afgerond.
Van 1989-1991 speelde het drie seizoenen in de Hoofdklasse. In 2016 werd het team kampioen in 3F en in 2017 werd het kampioen in 2A.

## Voetbal

### Standaardelftal
Het standaardelftal speelde laatstelijk in het seizoen 2018/19, waar het uitkwam in de Vierde klasse van het KNVB-district West-II.
Het eerste zaterdagelftal werd in februari 2018 door de KNVB uit de competitie gezet. Het team was voor de tweede keer niet komen opdagen bij een wedstrijd wegens spelers tekort. Hierdoor kon het team het seizoen 2017/18 niet afmaken.
In het seizoen 2015/16 deed ook een standaardelftal mee in het zondagvoetbal. Deze was ingedeeld in de Vierde klasse. Echter trok de club dit elftal begin oktober 2015 weer terug uit de competitie, dit omdat er toch te weinig animo voor was. Voor het seizoen 2016/17 werd dit team dan ook niet weer ingeschreven.

#### Competitieresultaten 1967–2019
| 10 4A |

|  |

|  |

|  |

| 6 5A |

|  |

|  |

| 5 5A |

| 3 5B |

| 10 4A |

| 3 4B |

| 4 4A |

| 9 3A |

| 7 3A |

| 11 3A |

| 7 4A |

| 2 4A |

| 12 3A |

| 11 4A |

| 8 4D |

| 13 4A |

|  |

| 13 4A |

| 9 4A |

| 12 4A |

| xx 4A |

| 13 4C |

| Derde klasse | Vierde klasse | Vijfde klasse |

In elke staaf van de grafiek staat van boven naar beneden vermeld: 
- Eindnotering

Dit is de positie die de club heeft bereikt in de competitie, zonder eventuele beslissings-, play-off- of nacompetitiewedstrijden die nodig zijn geweest om bijvoorbeeld de kampioen van de competitie te bepalen.
Indien een * achter het getal staat is de notering een tussenstand en kan het zijn dat de notering niet overeenkomt met de uiteindelijke eindstand van de competitie.
Staat er een - dan is het seizoen nog bezig en is er geen definitieve uitslag bekend.
Staat er xx op de positie van de notering, dan heeft de club vroegtijdig de competitie verlaten. Dit kan onder andere komen door terugtrekking van het team, faillissement van de club of door een uitgedeelde straf van de KNVB. In veel gevallen staat elders in het artikel de reden vermeld.
Staat er een ? dan is het resultaat uit het verleden onbekend, en is alleen de competitie of het niveau bekend van dat seizoen.
In de seizoenen 2019/20 en 2020/21 werd wegens de coronacrisis het amateurvoetbal afgebroken. Daardoor kennen deze staven geen eindklassering (middels -- weergegeven).
- Competitieniveau en afdelingsletter of Officiële eindstand Eredivisie
  - Competitieniveau en afdelingsletter

Hierbij geeft het getal het niveau weer, dat ook terug te vinden is in de legenda. De letter is de afdelingsaanduiding en wordt gebruikt wanneer er meer afdelingen zijn op hetzelfde niveau. De afdelingsletter is altijd een hoofdletter en wordt meestal zonder nummer gebruikt.
Voorbeeld: 2F is niveau 2e klasse competitie F.
Het competitieniveau en nummer wordt niet vermeld wanneer er slechts één competitie van dit niveau was.
  - Officiële eindstand Eredivisie (getal staat tussen haakjes vermeld)

Sinds de introductie van play-offwedstrijden voor Europees voetbal na afloop van de reguliere competitie in 2005/06, is de KNVB verplicht een eindstand van de Eredivisie door te geven aan de UEFA aan de hand van deze play-offwedstrijden.
Bij deze eindstand staan clubs die zich hebben gekwalificeerd voor Europees voetbal hoger dan clubs die zich niet wisten te kwalificeren. Indien er geen verschil was tussen de eindnotering en de officiële eindstand, staat dit getal niet vermeld.

- Onderafdeling

Hier staat afgekort de naam van de onderafdeling indien de club in dat jaar in een onderafdeling uitkwam. Tevens staat deze afkorting in de legenda en wordt gelinkt naar het artikel over deze onderafdeling. Deze afkorting wordt alleen vermeld wanneer de club in het verleden in verschillende onderafdelingen heeft gespeeld. Deze vermelding is in de staaf altijd in kleine letters. Deze onderafdelingen zijn na het seizoen 1995/96 afgeschaft. Heeft de club in slechts één onderafdeling gespeeld, dan is dit alleen terug te vinden in de legenda.
Onder de staaf staat het jaartal vermeld waarin het seizoen is afgesloten. 15 verwijst naar het seizoen 2014/15 of eventueel het seizoen 1914/15.
Wanneer een staaf leeg is, zijn deze gegevens niet bekend. Het kan ook zijn dat de club dat seizoen niet heeft meegespeeld op het hogere amateurniveau, vroegtijdig de competitie heeft verlaten of uit de competitie is gezet.

In het seizoen 1944/45 was er wegens de Tweede Wereldoorlog geen regulier competitievoetbal.

### Bekende (oud-)spelers
- Kassim Bizimana

ABF · RKSV Blauw-Zwart · Graaf Willem II VAC · SV Wassenaar